# Jean Michard-Pellissier
Jean Lucien Victor Michard-Pellissier (* 3. Oktober 1909 in Gap, Département Hautes-Alpes; † 31. Oktober 1976 in Paris) war ein französischer Jurist, der unter anderem zwischen 1959 und 1968 Mitglied des Verfassungsrats (Conseil constitutionnel) war.

## Leben
Michard-Pellissier absolvierte nach dem Schulbesuch ein Studium der Rechtswissenschaften, das er mit einem Doktor der Rechte beendete. Ein weiteres Studium an der École libre des sciences politiques schloss er mit einem Diplom ab und begann seine berufliche Laufbahn 1931 mit der Zulassung als Rechtsanwalt am Appellationsgericht (Cour d’Appel) von Paris.
Mitte der 1930er Jahre begann er daneben seine politische Laufbahn und wurde am 26. April 1936 als Kandidat der unabhängigen Linken (Gauche indépendante) zum Mitglied der Abgeordnetenkammer gewählt, in der er offiziell bis zum 31. Mai 1942 das Département Hautes-Alpes vertrat. Daneben war er zwischen 1936 und 1940 Mitglied des Generalrates des Département Hautes-Alpes. Er stimmte zunächst für das Verfassungsgesetz vom 10. Juli 1940 und die Ernennung Philippe Pétains zum autoritären Staatschef (Chef de l’État), trat aber kurz darauf der Résistance bei.
Nach Ende des Zweiten Weltkrieges wurde er 1947 erneut zum Mitglied der Nationalversammlung gewählt und gehörte dieser bis 1951 an. Während dieser Zeit war er auch Vizepräsident des Büros des Exekutivkomitees der Radikalen Partei (Parti républicain, radical et radical-socialiste) sowie Berater der Union française, die im Zuge der Dekolonisation nach dem Zweiten Weltkrieg mit dem Ziel der Umgestaltung des französischen Kolonialreiches nach dem Vorbild des britischen Commonwealth of Nations umzugestalten gegründet wurde. Des Weiteren war er zwischen 1953 und 1959 Bürgermeister von Soulac-sur-Mer, einer kleinen Gemeinde im Département Gironde an der Atlantik-Küste. 
Am 20. Februar 1959 wurde Michard-Pellissier vom Präsidenten der Nationalversammlung Jacques Chaban-Delmas für eine neunjährige Amtszeit zum Mitglied des Verfassungsrats, des Conseil constitutionnel, nominiert. Die Funktion bekleidete er vom 5. März 1959 bis 5. März 1968.
Während dieser Zeit war er zwischen 1965 und 1971 auch Mitglied des Stadtrates von Antibes und gehörte 1970 zu den Verteidigern im Prozess gegen den Marseiller ‚Mafia‘-Boss Barthélemy Guérini.

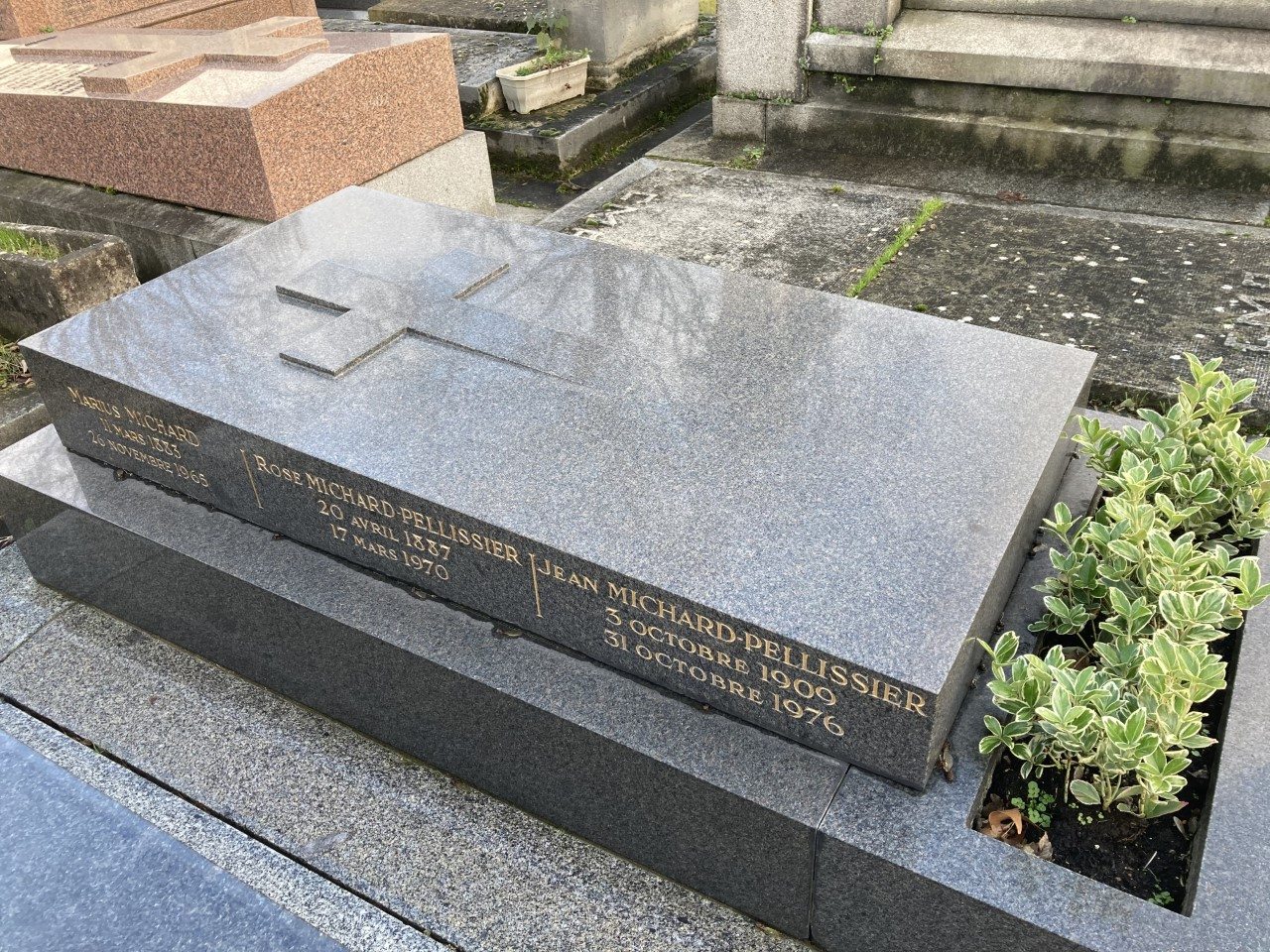
Grab (cimetière de Passy).

Im März 1971 wurde er schließlich zum offiziellen Berater im Stab von Premierminister Jacques Chaban-Delmas ernannt, der ein langjähriger Freund von ihm war.